# La Immaculada Concepció de Balaguer
La Immaculada Concepció de Balaguer és un edifici religiós del municipi de Balaguer (Noguera) protegit com a bé cultural d'interès local.

## Descripció
Església feta amb pedra. En un costat hi ha el col·legi dels pares escolapis i a l'altre una casa particular. La façana és l'únic mur que es pot veure; és arrebossada. A banda i banda de la porta d'accés, d'arc rebaixat, hi ha una finestra. La portada està bastant decorada, amb una espècie de mènsula al mig amb una cara esculpida, un gran escut del Sagrat Cor a sobre i més amunt una fornícula amb la imatge de la Verge, tot custodiat per dos pilastres que pugen de baix a dalt fins al final de la fornícula. Al mig de la façana hi ha un rosetó i la façana és acabada amb un frontó coronat per una cornisa, i damunt de tot una espècie de pinacle.

## Història
La fundació d'aquest tan benemèrit i català institut de la ciutat de Balaguer data de l'any 1699. L'Ajuntament, en virtut del pacte de fundació, es comprometé a donar al Convent dels Pares Escolapis 300 lliures barcelonines i 50 quarteres de blat cada any, i a edificar-los Casa i església. Fins al 29 d'abril de 1775 no es col·locà la primera pedra de l'església. Avui dia els Pares Escolapis encara estan a càrrec d'aquesta església, amb l'ajuda dels veïns de Balaguer.